# Чорум (ил)
Чору́м (тур. Çorum) — ил на востоке Турции.

## География
Ил Чорум граничит с илом Кырыккале на востоке, Йозгат на западе, Амасья на юге, Самсун на юго-востоке, Синоп на севере, Кастамону на северо-западе, Чанкыры на юго-западе.
Чорум расположен на Анатолийском плоскогорье на значительном удалении от моря. Климат резко континентальный: лето жаркое и долгое, зима снежная, холодная.

## История

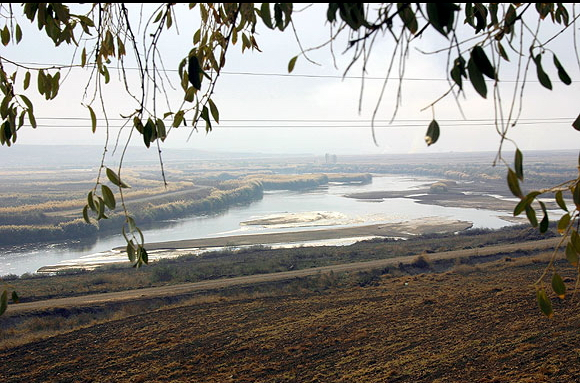
Вид на реку Кызылырмак

- 5000 — 3000 год до н. э.: первые поселения.
- 3000 — 1000 год до н. э.: бронзовый век. Появление первых городов.
- около 2000 год до н. э.: княжество хаттов
- 1950 год до н. э. — 1850 год до н. э.: торговые колонии ассирийцев. Первые письменные упоминания.
- 1500 год до н. э. — 1200 год до н. э.: Хеттское царство и его столица Хаттуса
- После народов моря и гибелью Хеттского царства принадлежит фригийцам, мидийцам, персам и римлянам.
- После периода диадохов становится частью Каппадокии, затем частью Римской империи и Византии.
- 1075: завоевание региона турками и включение его в состав Данишмендского царства
- 1276: победа над монголами под предводительством Эмира Джелалетина
- XIV век: входит в Османскую империю
- 1923: Чорум становится провинцией Турции.

## Административное деление

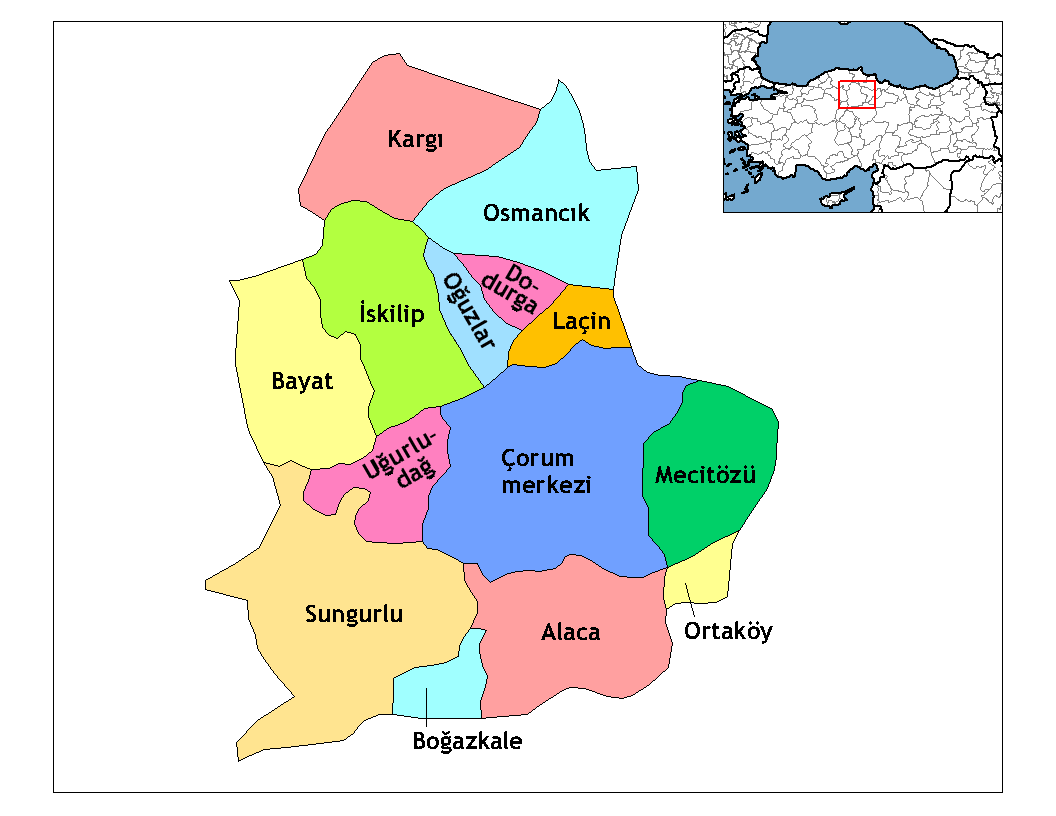

Ил Чорум делится на 14 районов:
1. Чорум (Çorum)
2. Аладжа (Alaca)
3. Баят (Bayat)
4. Богазкале (Boğazkale)
5. Додурга (Dodurga)
6. Искилип (İskilip)
7. Каргы (Kargı)
8. Лачин (Laçin)
9. Меджитёзю (Mecitözü)
10. Огузлар (Oğuzlar)
11. Ортакёй (Ortaköy)
12. Османджик (Osmancık)
13. Сунгурлу (Sungurlu)
14. Угурлудаг (Uğurludağ)

## Культура
- Международный хеттский фестиваль в Чоруме 15 июля.
- Османчыкский фестиваль риса в Османчыке 1-10 ноября.
- Фестиваль подсолнухов в Меджитёзё в последнюю неделю сентября.
- Традиционные соревнования по борьбе и праздник музыки в Искилипе, первая неделя сентября.
- Осенние соревнования по борьбе и праздник в Сунгурлу.
- Народный праздник Каргы между 31 октября и 6 ноября.

## Достопримечательности

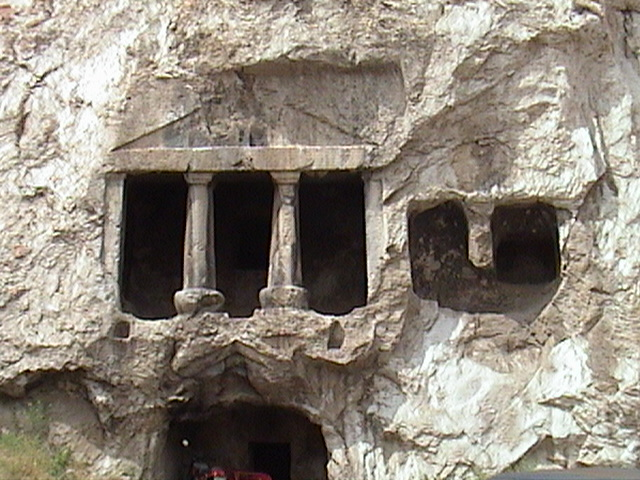
Скальное кладбище Искилип-Баят

К 2010 году планируется сделать провинцию туристической столицей Черноморского региона. Строятся новые отели, дороги, открываются авиарейсы.
Среди достопримечательностей провинции:
- курганы Бююк, Гюллиджек, Кушсарай, Гюзельджедере, Пазарлы в деревне Чикхасан, Эскияпар и Калынкая,
- крепости Чорум, Калетепе, Кале (Эгерджидаг), Искилип и Османджик (Кандыбер),
- руины поселений Мелик Гази, Калехисар, Гердеккая и Язылыкая,
- скальные кладбища Искилип-Баят и Кызылджапелит,
- городские музеи в Чоруме, Аладжахёюке и в Богазкале,
- Большая мечеть Чорума (Улуджами), мечети Хамида, Хана, шейха Мухиддини Явси, Табакхане, Михри-Хатун, Огузкёй, Коджа Мехмед паши (Имарет) и Бююк,
- медресе Синан паши, медресе Аладжа Хюсеин Гази и Акшемседдина,
- мост Коюн Баба,
- бани: Гюпюр, Паша, Али-паша, Коджа Мехмед-паша и Сунгуроглу,
- национальный парк Богазкёй-Аладжа-Хююк с руинами и музеем,
- горячий источник Фиганы (Беке).

## Знаменитые земляки
- Кайпаккая, Ибрагим (1949—1973) — турецкий революционер.
- Авлуджа, Назми (1975) — турецкий борец греко-римского стиля.